# Ernest Lewis
Ernest W.Lewis, né le 5 avril 1867 à Hammersmith, Middlesex et décédé le 19 avril 1930 à Plymouth, Devon, est un joueur de tennis britannique.
Il a notamment remporté Wimbledon en double, en 1892, avec Harold Barlow.

## Palmarès (partiel)

### Titre en simple messieurs
| No | Date | Nom et lieu du tournoi       | Catégorie | Surface | Finaliste  | Score                   |  |
| -- | ---- | ---------------------------- | --------- | ------- | ---------- | ----------------------- |  |
| 1  | 1892 | Tournoi de tennis du Queen's |           | NC      | Joshua Pim | 6-4, 6-4, 3-6, 4-6, 6-1 |  |

### Titre en double messieurs
| No | Date       | Nom et lieu du tournoi      | Catégorie | Surface      | Partenaire    | Finalistes                        | Score              |  |
| -- | ---------- | --------------------------- | --------- | ------------ | ------------- | --------------------------------- | ------------------ |  |
| 1  | 27-06-1892 | The Championships Wimbledon | G. Chelem | Gazon (ext.) | Harold Barlow | Herbert Baddeley Wilfred Baddeley | 4-6, 6-2, 8-6, 6-4 |  |

### Finales en double messieurs
| No | Date       | Nom et lieu du tournoi      | Catégorie | Surface      | Vainqueurs                        | Partenaire          | Score                   |          |
| -- | ---------- | --------------------------- | --------- | ------------ | --------------------------------- | ------------------- | ----------------------- | -------- |
| 1  | 05-07-1884 | The Championships Wimbledon | G. Chelem | Gazon (ext.) | William Renshaw Ernest Renshaw    | Edward Williams     | 6-3, 6-1, 1-6, 6-4      | Parcours |
| 2  | 01-07-1889 | The Championships Wimbledon | G. Chelem | Gazon (ext.) | William Renshaw Ernest Renshaw    | George Hillyard     | 6-4, 6-4, 3-6, 0-6, 6-1 |          |
| 3  | 30-06-1890 | The Championships Wimbledon | G. Chelem | Gazon (ext.) |                                   | George Hillyard     | 6-0, 7-5, 6-4           |          |
| 4  | 10-07-1893 | The Championships Wimbledon | G. Chelem | Gazon (ext.) |                                   | Harold Barlow       | 4-6, 6-3, 6-1, 2-6, 6-0 |          |
| 5  | 08-07-1895 | The Championships Wimbledon | G. Chelem | Gazon (ext.) | Wilfred Baddeley Herbert Baddeley | Herbert Wilberforce | 8-6, 5-7, 6-4, 6-3      |          |